# Избыточное число
Избыточное число — положительное целое число {\displaystyle n}, сумма положительных собственных делителей (всех делителей, отличных от {\displaystyle n}) которого превышает {\displaystyle n}.
Любое натуральное число относится к одному из трёх классов: избыточные числа, совершенные числа, недостаточные числа.
Первые избыточные числа:
12, 18, 20, 24, 30, 36, 40, 42, 48, 54, 56, 60, 66, 70, 72, 78, 80, 84, 88, 90, 96, 100, 102, 104, 108, …
Число 48, например, является избыточным, поскольку 1 + 2 + 3 + 4 + 6 + 8 + 12 + 16 + 24 = 76, 76 > 48.
Наименьшим избыточным числом является 12. Наименьшим нечётным избыточным числом является 945.
Существует бесконечно много как чётных, так и нечётных избыточных чисел.
Почти каждое четвёртое натуральное число является избыточным. Более точно, произвольно взятое натуральное число является избыточным с вероятностью (см. асимптотическая плотность), лежащей между 0,2474 и 0,2480.
Индексом избыточности называется величина {\displaystyle I(N)=\sigma (N)/N}, где {\displaystyle \sigma (N)} — сумма делителей числа (для совершенных чисел {\displaystyle I(N)=2}).
Существуют числа со сколь угодно большим индексом избыточности. Последовательность {\displaystyle \{a_{k}\}} минимальных чисел {\displaystyle N}, таких что {\displaystyle I(N)>k}.
Шнирельман доказал, что любое натуральное число, большее 28 123, может быть представлено в виде суммы двух избыточных чисел.
Специальные классы избыточных чисел — сверхизбыточные числа и слегка избыточные числа (существование последних — открытая проблема).